# Yến Vân Đài
Yến Vân Đài (tiếng Trung: 燕云台,  tiếng Anh: Legend of Xiao Chuo) là một bộ phim truyền hình cổ trang của Trung Quốc đại lục lấy bối cảnh nhà Tống và Liêu sản xuất năm 2020, với sự tham gia diễn xuất của Đường Yên, Đậu Kiêu, Xa Thi Mạn và Kinh Siêu cùng với các diễn viên phụ như Lưu Dịch Quân, Lư Sam, Đàm Khải, Quý Thần, Thiệu Binh và Ninh Lý. Phim chính thức công chiếu lần đầu vào ngày 3 tháng 11 năm 2020 trên kênh BTV-1, Tencent Video và WeTV.

## Nội dung
Phim kể về Tiêu Yến Yến (Đường Yên thủ vai) là con gái thứ ba của tể tướng Tiêu Tư Ôn (Lưu Dịch Quân thủ vai) và đại công chúa của Yến Vân quốc. Là con út trong gia tộc, cô không chỉ được cha nuông chiều mà còn được chị cả là Tiêu Hồ Liễn (Xa Thi Mạn thủ vai) và chị hai là Ô Cốt Ly (Lư Sam thủ vai) yêu thương và chăm sóc. Cô là một con người nghĩ là làm, nói là làm, một người luôn kiên trì theo đuổi mọi việc và không dễ dàng bỏ cuộc. Cô và Hàn Đức Nhượng (Đậu Kiêu thủ vai) yêu nhau và cả hai đã được sắp đặt kết hôn từ sớm. Nhưng thế gian không ai ngờ được, ba chị em nhà họ Tiêu đã được sắp đặt kết hôn với ba gia tộc từ nhà họ Liêu, Chị cả Tiêu Hồ Liễn kết hôn với Yểm Tát Cát (Đàm Khải thủ vai), chị hai kết hôn với Gia Luật Hỷ Ẩn (Quý Thần thủ vai), còn Tiêu Yến Yên thì sẽ kết hôn với Gia Luật Hiền (Kinh Siêu thủ vai) qua một lần gặp gỡ. Và từ đó một huyền thoại sống bắt đầu...

## Phát sóng
| Kênh                                | Khu vực phát sóng                 | Ngày phát sóng         | Khung giờ phát sóng |
| ----------------------------------- | --------------------------------- | ---------------------- | --- |
| BTV-1                               | Trung Quốc                        | Ngày 3 tháng 11, 2020  | Hàng ngày lúc 19:30 |
| Tencent Video                       | Trung Quốc                        | Ngày 3 tháng 11, 2020  | Hàng ngày lúc 19:40 Thành viên VIP được xem 6 tập đầu tiên, 8 tập vào ngày đầu tiên Xem miễn phí đối với những người không phải là thành viên lúc 22:00 hàng ngày    |
| WeTV                                | Đài Loan                          | Ngày 3 tháng 11, 2020  | Hàng ngày lúc 19:40 Thành viên VIP được xem 6 tập đầu tiên, 8 tập vào ngày đầu tiên Xem miễn phí đối với những người không phải là thành viên lúc 22:00 hàng ngày    |
| myTV SUPER C-Club (Khu vực yêu cầu) | Hồng Kông                         | Ngày 3 tháng 11, 2020  | 4 tập vào ngày đầu tiên 2 tập được cập nhật hàng ngày lúc 22:00 Cập nhật lúc 22:00 thứ Bảy hàng tuần                                                                 |
| TVB Anywhere (Khu vực yêu cầu)      | TVB Anywhere (Khu vực có phục vụ) | Ngày 3 tháng 11, 2020  | 6 tập vào ngày đầu tiên 2 tập được cập nhật hàng ngày lúc 22:00 Cập nhật lúc 22:00 thứ Bảy hàng tuần                                                                 |
| Astro GO                            | Malaysia Brunei                   | Ngày 1 tháng 12, 2020  | 6 tập vào ngày đầu tiên Cập nhật mỗi tập lúc 22:00 hàng tuần |
| SCTV9                               | Việt Nam                          | Ngày 4 tháng 1, 2021   | Từ Thứ Hai đến thứ sáu lúc 19:00 - 21:00 Hàng ngày lúc 10:00 |
| TVB Jade                            | Hồng Kông                         | Ngày 4 tháng 1, 2021   | Từ thứ Hai đến thứ Sáu lúc 20:30 - 21:30 Thứ Bảy lúc 20:30 - 22:30 (mỗi lần chiếu lại 2 tập) Chủ Nhật lúc 20:30 - 21:30 Có phiên bản tiếng Quảng Đông của TVB        |
| Astro AOD、Astro AOD HD             | Malaysia                          | Ngày 28 tháng 12, 2020 | Từ thứ Hai đến thứ Sáu lúc 20:30 - 21:30 Thứ Bảy lúc 20:30 - 22:30 (mỗi lần chiếu lại 2 tập) Chủ Nhật lúc 20:30 - 21:30 Có phiên bản tiếng Quảng Đông của TVB        |
| TVB Jade                            | Malaysia                          | Ngày 28 tháng 12, 2020 | Từ thứ Hai đến thứ Sáu lúc 20:30 - 21:30 Thứ Bảy lúc 20:30 - 22:30 (mỗi lần chiếu lại 2 tập) Chủ Nhật lúc 20:30 - 21:30 Có phiên bản tiếng Quảng Đông của TVB        |
| Philippines Singapore Malaysia      |                                   | Ngày 28 tháng 12, 2020 | Từ thứ Hai đến thứ Sáu lúc 20:30 - 21:30 Thứ Bảy lúc 20:30 - 22:30 (mỗi lần chiếu lại 2 tập) Chủ Nhật lúc 20:30 - 21:30 Có phiên bản tiếng Quảng Đông của TVB        |
| Singapore                           |                                   | Ngày 28 tháng 12, 2020 | Từ thứ Hai đến thứ Sáu lúc 20:30 - 21:30 Thứ Bảy lúc 20:30 - 22:30 (mỗi lần chiếu lại 2 tập) Chủ Nhật lúc 20:30 - 21:30 Có phiên bản tiếng Quảng Đông của TVB        |
| Hub Drama First                     |                                   | Ngày 28 tháng 12, 2020 | Từ thứ Hai đến thứ Sáu lúc 20:30 - 21:30 Thứ Bảy lúc 20:30 - 22:30 (mỗi lần chiếu lại 2 tập) Chủ Nhật lúc 20:30 - 21:30 Có phiên bản tiếng Quảng Đông của TVB        |
| TVB Jade                            | Châu Âu                           | Ngày 28 tháng 12, 2020 | Từ thứ Hai đến thứ Sáu lúc 20:30 - 21:30 Thứ Bảy lúc 20:30 - 22:30 (mỗi lần chiếu lại 2 tập) Chủ Nhật lúc 20:30 - 21:30 Có phiên bản tiếng Quảng Đông của TVB        |
| Fairchild TV 2 HDTV                 | Canada                            | Ngày 28 tháng 12, 2020 | Từ thứ Hai đến thứ Sáu lúc 16:30 - 17:30 Thứ Bảy lúc 14:00 - 16:00 (mỗi lần chiếu lại 2 tập) Múi giờ Bờ Tây Canada / Vancouver Có phiên bản tiếng Quảng Đông của TVB |
| Fairchild TV 2 HDTV                 | Canada                            | Ngày 28 tháng 12, 2020 | Từ thứ Hai đến thứ Sáu lúc 19:30 - 20:30 Thứ Bảy lúc 17:00 - 19:00 (mỗi lần chiếu lại 2 tập) Múi giờ Bờ Đông Canada / Toronto Có phiên bản tiếng Quảng Đông của TVB  |
| TVB Jade                            | Úc                                | Ngày 29 tháng 12, 2020 | Từ thứ Ba đến thứ Bảy 20:30 - 21:30 Chủ Nhật lúc 20:30 - 22:30 (mỗi lần chiếu lại 2 tập) Thứ Hai lúc 20:30 - 21:30 Có phiên bản tiếng Quảng Đông của TVB             |

## Nhân vật

### Nhân vật chính
| Diễn viên                         | Vai diễn               | Miêu tả | Lồng tiếng (Trung Quốc) | Lồng tiếng (tiếng Quảng Đông)           |
| --------------------------------- | ---------------------- | ------- | ----------------------- | --------------------------------------- |
| Đường Yên                         | Tiêu Yến Yến           |         | Kiều Thi Ngữ            | Trương Dung Hân                         |
| Đậu Kiêu Lư Triển Tường (lúc nhỏ) | Hàn Đức Nhượng         |         | Ngụy Siêu               | Tào Khải Khiêm Viên Thục Trân (lúc nhỏ) |
| Xa Thi Mạn                        | Tiêu Hồ Liễn           |         | Khưu Thu                | Lưu Huệ Vân                             |
| Kinh Siêu                         | Gia Luật Hiền (Minh Ỷ) |         | Tể Tư Gia               | Quan Lệnh Kiều Trần Cầm Vân (lúc nhỏ)   |

## Nhạc phim

### Trung Quốc đại lục
| STT | Nhan đề                      | Trình bày       | Thời lượng |
| --- | ---------------------------- | --------------- | ---------- |
| 1.  | "Yến Vân Đài" (Nhạc dạo đầu) | Hoắc Tôn        |            |
| 2.  | "Nhã yến" (Nhạc dạo đầu)     | Thượng Văn Tiệp |            |
| 3.  | "Tương tư hồn" (Nhạc phim)   | Vu Tế Vĩ        |            |
| 4.  | "Lãnh yên vũ" (Nhạc phim)    | Phùng Hi Dao    |            |

### Hồng Kông
| STT | Nhan đề                               | Phổ lời          | Phổ nhạc         | Trình bày        | Thời lượng |
| --- | ------------------------------------- | ---------------- | ---------------- | ---------------- | ---------- |
| 1.  | "Ai sẽ là người ở cạnh ta" (Nhạc nền) | Trương Gia Thành | Trương Gia Thành | JW Vương Hạo Nhi |            |

## Rating
Kỷ lục về lượng người xem trên nhiều nền tảng trong bảy ngày của bộ phim này trên nền tảng phim Hồng Kông TVB Jade và myTV SUPER:
| Tuần | Tập phim | Ngày                                | Điểm trung bình | Điểm cao nhất | Nhận xét                                                  |
| ---- | -------- | ----------------------------------- | --------------- | ------------- | --------------------------------------------------------- |
| 1    | 1－5     | 4 tháng 1, 2021 - 8 tháng 1, 2021   | 22.5 điểm       | 23.2 điểm     | Tổng xếp hạng của tập 1 trên nhiều nền tảng là 23.2 điểm  |
|      | 6－7     | 9 tháng 1, 2021                     | 17.8 điểm       |               |                                                           |
| 2    | 8－12    | 11 tháng 1, 2021 - 15 tháng 1, 2021 | 22.7 điểm       | 23.7 điểm     | Tổng xếp hạng của tập 11 trên nhiều nền tảng là 23.7 điểm |
|      | 13－14   | 16 tháng 1, 2021                    | 19.7 điểm       |               |                                                           |
| 3    | 15－19   | 18 tháng 1, 2021 - 22 tháng 1, 2021 | 22.8 điểm       |               |                                                           |
| 4    | 20－24   | 25 tháng 1, 2021 - 29 tháng 1, 2021 | 22.6 điểm       | 23.7 điểm     | Tổng xếp hạng của tập 21 trên nhiều nền tảng là 23.7 điểm |
|      | 25－26   | 30 tháng 1, 2021                    | 20.0 điểm       |               |                                                           |
| 5    | 27－31   | 1 tháng 2, 2021 - 5 tháng 2, 2021   | 22.8 điểm       | 23.4 điểm     | Tổng xếp hạng của tập 30 trên nhiều nền tảng là 23.4 điểm |
|      | 32－33   | 6 tháng 2, 2021                     | 21.6 điểm       |               |                                                           |
| 6    | 34－37   | 8 tháng 2, 2021 - 11 tháng 2, 2021  | 23.0 điểm       | 23.5 điểm     | Tổng xếp hạng của tập 32 trên nhiều nền tảng là 23.5 điểm |
|      | 38－39   | 13 tháng 2, 2021                    | 22.7 điểm       |               |                                                           |
| Tổng | Tổng     | Tổng                                | 22.1 điểm       | 23.7 điểm     |                                                           |